# Aleksandr Dokturishvili
Aleksandr Dokturishvili (in georgiano ალექსანდრე დოხტურიშვილი?; Tbilisi, 22 maggio 1980) è un ex lottatore georgiano naturalizzato uzbeko, specializzato nella lotta greco-romana.

## Palmarès

### Olimpiadi
- 1 medaglia:
  - 1 oro (Atene 2004 nei 74 kg[1])

### Europei
- 1 medaglia:
  - 1 oro (Istanbul 2001 nei 69 kg[2])

### Campionati asiatici
- 1 medaglia:
  - 1 oro (Almaty 2004 nei 74 kg[1])